# Litsea garciae
Litsea garciae är en lagerväxtart som beskrevs av António José Rodrigo Vidal. Litsea garciae ingår i släktet Litsea och familjen lagerväxter. Inga underarter finns listade i Catalogue of Life.